# اسپاسم برونش
اسپاسم برونش (انگلیسی: Bronchospasm) یک انقباض ناگهانی عضلات در دیواره‌های نایژه و نایژک است.  این امر در اثر آزادسازی (دانه‌زدایی) مواد از ماست‌سل‌ها یا بازوفیل‌ها تحت تأثیر آنافیلاتوکسین‌ها ایجاد می‌شود. این اسپاسم در تنفس دشواری ایجاد می‌کند که از خفیف تا شدید متغیر است.
اسپاسم برونش در آسم، برونشیت مزمن و آنافیلاکسی رخ می‌دهد. برونکواسپاسم یک عارضه جانبی احتمالی برخی داروها است: پیلوکارپین، مسدودکننده‌های بتا (برای درمان فشار خون بالا استفاده می‌شود)، نتیجه متناقض استفاده از داروهای LABA (برای درمان COPD) و سایر داروها. اسپاسم برونش می‌تواند به عنوان نشانه‌ای از ژیاردیازیس نمایان شود.
برخی از مواردی که می توانند باعث اسپاسم برونش شوند عبارتند از: مصرف غذاها، مصرف داروها، پاسخ های آلرژیک به حشرات، و نوسان سطح هورمون، به ویژه در زنان. برونکواسپاسم یکی از چندین بیماری مرتبط با مسکن سرد است.
فعالیت بیش از حد ماهیچه نایژه‌ها در نتیجه قرار گرفتن در معرض محرکی است که در شرایط عادی پاسخ کم یا بدون پاسخ می‌دهد. انقباض و التهاب ناشی از آن باعث باریک شدن راه‌های هوایی و افزایش تولید مخاط می‌شود. این رخداد مقدار اکسیژن موجود در فرد را کاهش می‌دهد که باعث تنگی نفس، سرفه و هیپوکسی می‌شود.
برونکواسپاسم یک عارضه بالقوه جدی قرار دادن لوله تنفسی در طول بیهوشی عمومی است. وقتی راه‌های هوایی در پاسخ به محرک تحریک‌کننده لوله تنفسی اسپاسم یا منقبض می‌شوند، حفظ راه هوایی دشوار است و بیمار می‌تواند آپنه شود. در طول بیهوشی عمومی، علائم برونش اسپاسم شامل خس خس سینه، فشارهای دمی بالا، افزایش PEEP درونی، کاهش حجم جزر و مد بازدمی، و کاپنوگراف رو به بالا (الگوی انسدادی) است. در موارد شدید، ممکن است ناتوانی کامل در تهویه و از دست دادن ETCO2 و همچنین هیپوکسی و اشباع شدن وجود داشته باشد.